# Lycenchelys verrillii
Lycenchelys verrillii es una especie de pez de la familia de los Zoarcidae en el orden de los perciformes.

## Morfología
- Los machos pueden llegar a alcanzar los 25 cm de longitud total.[1][2]

## Hábitat
Es un pez de mar y de aguas profundas que vive entre 46-1100 m de profundidad.

## Distribución geográfica
Se encuentra en el Atlántico occidental: desde Terranova (el Canadá) hasta Carolina del Norte (los Estados Unidos ).

## Observaciones
Es inofensivo para los humanos. 